# Апелляционный суд Холугаланда
Апелляцио́нный су́д Холуга́ланда (норв. Hålogaland lagmannsrett) — является одним из шести апелляционных судов в Норвегии, рассматривающим жалобы на приговоры по уголовным и гражданским делам городских и окружных судов, входящих в Северный судебный округ. Располагается в Тромсё.

В территориальную юрисдикцию суда входит вся Северная Норвегия

Юрисдикция апелляционного суда распространяется на губернии Нурланн, Тромс, Финнмарк, а также на острова Ян-Майен и Шпицберген. Суд состоит из 14 судей.

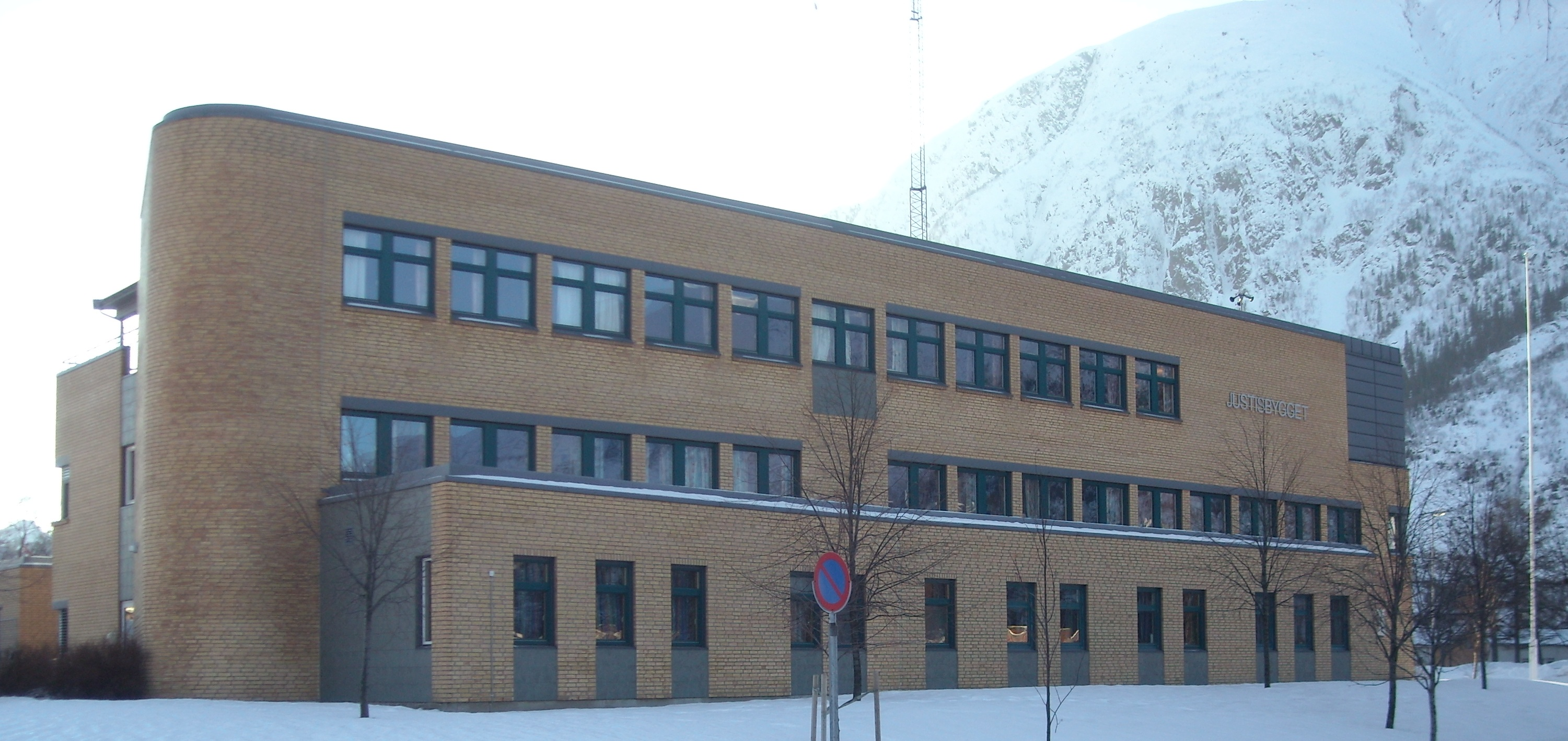
Резиденция суда в Мушёэне

Помимо Тромсё, дела также слушаются во втором по величине городе Северной Норвегии Будё и Мушёэне, где суд имеет свои представительства.
Апелляционный суд был создан в 1890 году. Он исторически уходит в средневековье, когда на территории земель Северной Норвегии (в то время Холугаланд) действовали традиционные народные собрания викингов, являвшиеся в то время прообразом современных законодательных органов и судов. Такое собрание находилось в Стейгене и просуществовало до 1797 года.
Большинство рассматриваемых судом дел связаны с рыболовством и земельными правоотношениями. Учитывая специфику Северной Норвегии, где проживают одновременно норвежцы, саамы, и квены, апелляционному суду приходится сталкиваться с рассмотрением вопросов, которые связаны с их культурными особенностями и укладом традиционной жизни.
Решение апелляционного суда может быть обжаловано в Верховный суд Норвегии только в том случае, если его специальный проверочный апелляционный комитет в составе из 3 судей сочтёт допустимым такое обжалование.